# 兩津勘吉
兩津勘吉（日语：／ Ryōtsu Kankichi）是日本漫畫《烏龍派出所》及其改編作品中的主角。其外型酷似尼安德特人。

## 人物

### 出生年份
漫畫最早設定為1943年，但《烏龍派出所》演變成長期連載後時間線已變成「浮動時間軸」，即作品人物年齡並不會隨著現實時間推進，因此這個設定並沒有太大實質意義，動畫設定則是1952年。
生日是3月3日，但他本人很討厭這一天，因為每到這一天他就會遇到很倒霉的事，漫畫版中後期情況有稍微好轉一點。而肇生種種不幸的根本原因，在動畫第274集（原創劇情）中指出：全得歸咎於兩津在小時候聯合男同學帶頭用美軍士兵玩具擾亂女同學家中的女兒節慶典，對女兒節人偶多有不敬之舉，甚至虐待人偶，因此受虐的人偶元神則在3月3日即兩津生日當天，對之降下無數災厄以示復仇。

### 經歷
東京都台東區千束（淺草）出身。自年幼和父親流連賽馬場、戲院、居酒屋、吉原等場所，因此酒量非常好，也擅長打架，正義感強烈。就讀台東區立大門小學、大門中學（後期改為淺草野中學）、大門高中畢業後成為警官，之後任職於龜有公園前派出所。在入行時候曾經當過一段時間的刑事警察；但後來因為南部刑警之死，重新回到公園前派出所。曾二度加入特殊刑事組，一次是咕咕鴿刑警，另一次是透明刑警。在擬寶珠家庭登場後，常到超神田壽司兼差。
目前新葛飾警察署的警察，職階是巡查長，有數集被調到銀座、上野（代班）。多次因闖下大禍被放逐到鳥不生蛋的鬼地方，例如：最邊陲署（又名最果署，有分支）、冰山署（在北極冰山上，派出所全體成員被放逐）。雖然上頭常說他不會再回到龜有公園前派出所，但總是在下一集再次回歸。兩津本人也曾表示如果他沒有待在龜有公園前派出所，《烏龍派出所》這個節目就做不下去了。

### 人際關係
是署內問題份子，悔過書份量是日本警界第一，在日本警界也算得上是「知名人物」，也因為如此差點被警視廳高層下令革職處分，令署長屯田五目須還站出來擔保。主要剋星是上司大原大次郎；其次為大姑婆擬寶珠夏春都，甚至可以說在日本警界中只有大原所長治得了他。在漫畫版中包括大原所長與姑婆擬寶珠夏春都在內，也懼怕磯鷲劍之介、與脾氣不好時的飛鷹二徹。能讓兩津服氣與表示敬意的人，共有檸檬、纏、飛鷹右京、岩田前所長以及大原所長；赴美受訓時的戰友的美國警察的珊蒂、馬克斯，與過去刑事組同仁的南部刑警等人。
雖然有時只顧自己，身邊的人通常都會跟他陷下去。但對於需要幫助或覺得看不過去的人，都會給予非常熱心的協助。也時常在其他警官無法解決問題時大顯身手，使得事情圓滿落幕（如搶劫、歹徒挾持人質等）。雖看似對家人絲毫不關心，但在家人遇到麻煩時還是會想方設法幫家人脫離麻煩。此外精通許多電玩各式古早童玩，意外的是龜有的孩子王，所以與小孩很好親近，很受小孩歡迎。亦擅長和動物交流，上至獅子老虎、下至小狗小貓都能溝通並結為好友。
被署內交通課的兩名女警—小野小町和清正奈緒子在警署創立的《最不想跟他結婚的男人排行榜》上「榮登」兼「蟬聯」第一名。因此在署內女警眼光及評價中是差到極點，甚至有諸多女警在問卷說他連存在本身就是「錯誤」。然而他在身邊的人們中仍有一定的人氣，其中麻里愛最為愛慕他、甚至願意跟他廝守一輩子，但由於麻里愛是個男的，而兩津也堅決反對同性戀，因此兩人的戀情注定永遠不會有結果，動畫版中他還表示寧願去死也不要跟男人結婚。
在某些方面可說是「無敵存在」、「不死之身」。被打入地獄（漫畫版為被花山理香施術流放；動畫版特別篇則換作被佛祖流放）時也能隻身打敗閻羅王統治地獄甚至進攻天國，就連佛祖親自動手也未必能降伏兩津。因此上不了天國（善行不足、被花山理香否決）也下不了地獄（40周年特別篇中：地獄萬鬼抗議兩津到來），閻羅王斟酌考慮後只好讓他「還陽」，所以永遠不會死。
大部分周遭角色的過去全都跟他有關，例如：年輕時的大原大次郎從勝鬨橋掉到隅田川裡、小纏學生時代遇上的聖誕老人與劍道選手、本田的妹妹伊步非常怕生。
其人脈非常廣，從政治圈、財經圈、演藝界、學術界、黑道等各行各業都有熟人或朋友。

### 外貌體格
外貌特徵為平頭、大眼睛、M型特濃一線眉、體毛多，其體格讓他被稱為「龜有原始人」。總是將警察制服當便服穿而把袖子捲起且不戴警帽，十整年來都穿戴大原大次郎買給他的木屐。
- 身高167公分（動畫是161公分），體重71公斤，身體脂肪率20%-24%，血型B型。三圍最初為95・85・87，後為105・83・81。
- 食量驚人，也具有過人的體力和生命力，甚至能一週靠吃樹皮或野草過活。被形容比蟑螂還要強。
- 號稱「人類起重機」，在鬼之第99機動隊受訓時意外參訓，擁有把瞬間衝過來的十幾噸重的油罐車擋住並抬起來丟進河裡的力量。其戰鬥力也勝過不少猛獸，能夠在惡劣的北極環境下打贏幾十隻北極熊，也曾與本田聯手輕鬆瓦解一百多人的夜之騎士暴走族車隊的打架實力。
- 全國警察劍道大賽冠軍（實際上論整個葛飾署的實力他還是僅次於大原大次郎），全國警察柔道大賽第二名（延長賽輸給左近寺），全國警察射擊大賽第二名（僅次於波爾波）
- 牙齒非常健康，三十幾年來一直都使用乳牙；但是，在某一天，咬太多強韌堅硬的東西，導致全部的乳牙都掉光。
- 有超過三十年都不曾生病的紀錄，被醫院發現他身上有能治百病的強大抗體，連癌細胞都反被他的免疫細胞殺死，讓院方想做成疫苗以拯救全世界的疾病，將其命名為「兩津GPX」[6]，還引發國際間諜搶人大戰；最後卻發現這種抗體太強烈，不適合存於一般人的體內。動畫特別篇，其弟金次郎的子孫專程從300年後穿越過來，取用他的抗體用來拯救地球。

### 性格智能
好勝心強，相當猖狂，可說是鬼神莫懼，徹底信奉「得第二名和得最後一名是一樣的」的人生觀，所以對寺井洋一的平凡人生觀總感到不以為然。
十分感性，對於窮苦或悲慘遭遇的人毫無抵抗力，對於需要幫助或覺得看不過去的人，都會給予非常熱心的協助。台版漫畫第64集，當他聽到右京是個奮鬥的窮學生感動地抱頭痛哭；台版漫畫第65集，當他到右京家作客時看到極為破爛的房子也感動得痛哭；台版漫畫第90集，御堂春說小時後家裡窮得沒冷氣，所以夏天要開窗，結果後垃圾場的蚊子、蒼蠅一直飛進來，常常用筷子去夾，因此拿到奧運射擊銅牌，他也感動的痛哭流涕。
被繪崎可樂助檢測出多年來只有掌管直覺及感性的右腦有在運作，因此一旦左腦（掌管思考及理性）開竅將會有超越天才般的智商。

### 興趣愛好

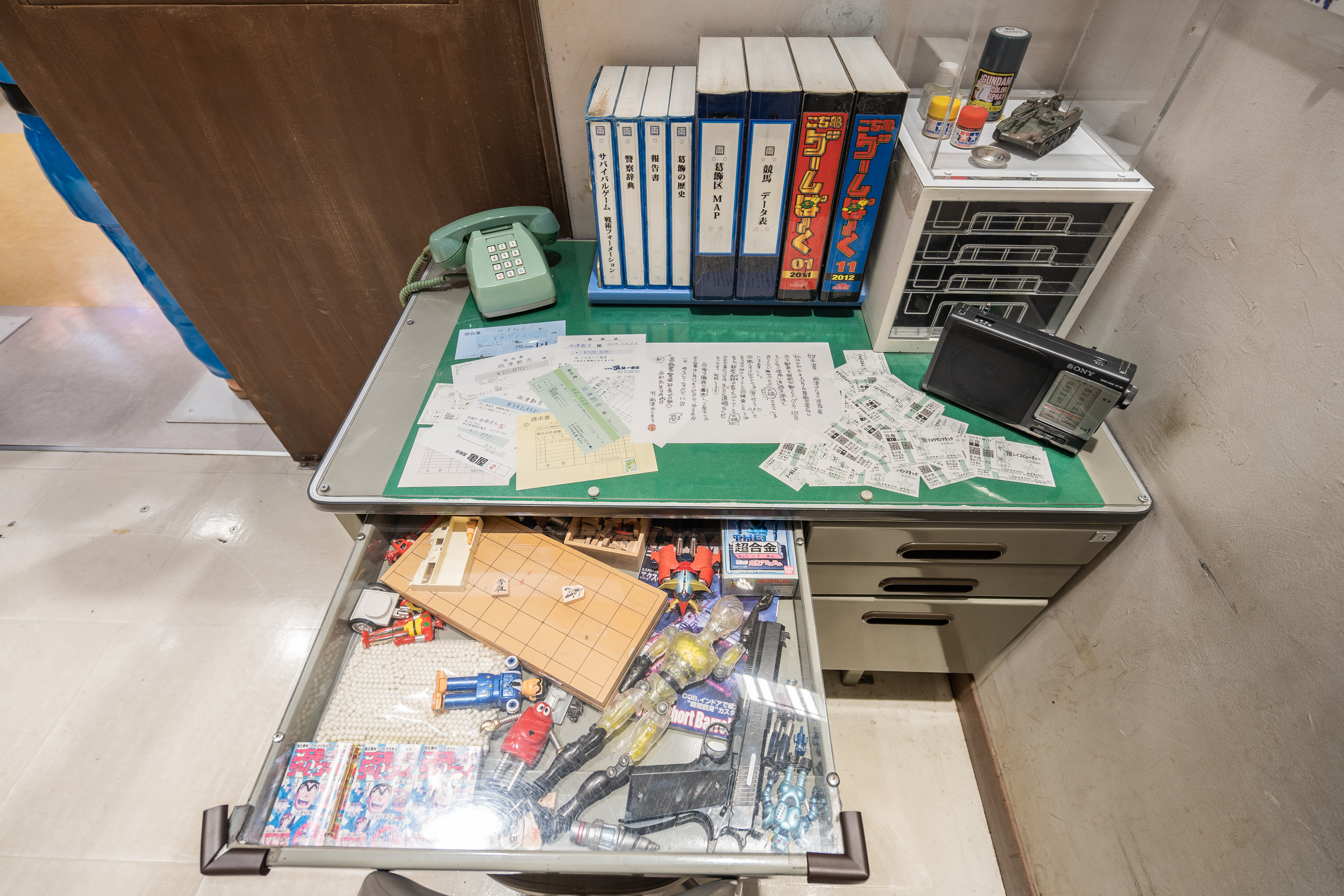
兩津勘吉的辦公桌

有多項興趣，像玩電動、做模型、看漫畫與動畫、成人影片……等，此外還有飲酒、打小鋼珠、賭馬等嗜好，擅長足球、棒球、劍道、將棋等多項運動。他也喜歡唱卡拉OK，特別是演歌，但嗓門大又五音不全，還喜歡獨佔麥克風，每次都讓同行的人受盡折磨。

### 才能特技
雖然是名警察，不過工作態度極度散漫而懶惰卻精通警察外的其它職能，可說是多才多藝，擁有車輛（甲級和乙級）、船舶、漁業、航空的證照，危險物品處理（乙級和丙級，甲級因為學歷限制無法取得）、氣象預報員、中小企業企管顧問、不動產交易員、職業衛生管理員、電氣工程士、自行車修理員、鍋爐技工、潛水員等執照。漫畫版第108集說明，擁有「古早零食、文字燒、泡麵」三項世界權威。
在作品中經營過大量事業，包括傳呼機、肥皂、日本酒、鯉魚、電視節目、廣播節目、製作蛋糕、卜卦、雜誌編輯、偶像經紀人、漫畫家、氣球廣告、居酒屋、渡假村、區域貨幣、作業系統、個人電腦、娃娃公司、參選議員、種植蘭花、巧克力、製造業工廠集團、足球隊、經紀公司、電子廠等各種生意，都取得了很好的成果。

### 生活經濟
嗜錢如命，總想一步登天賺大錢，甚至可以為了錢出賣靈魂，而只要一有錢，大多用在打小鋼珠以及賭賽馬等，輸在後者上的錢恐怕已不計其數。也有一種「只要錢在我手上就隨我用」的惡劣心態，就算錢是別人託給他保管的或是公費，都會全被他拿去賭博，結果每次都輸得血本無歸，之後只好拼死拼活的設法瞞混過關。常常藉著前輩的身份跟中川圭一借錢或拗他，在漫畫版甚至常逼迫中川圭一胡搞出許多瘋狂建設案。
雖然也有頂級的商业頭腦，但通常都因為一味的蠻幹到底，不知適可而止，所以最後都會遭受到致命性的失敗而前功盡廢、跌入谷底。更完全沒有储蓄和理財概念，所以常因沒錢餓到精疲力盡，更負債累累。由於毫無儲蓄觀念與妄想一步登天賺大錢的孤注一擲心理，使兩津的欠債已徹底超過了他的總收入，也就是一輩子也不可能償還。
至2016年9月《烏龍派出所》正式完結後，作者秋本治結算出兩津負債總額，總計高達1666兆6666億6666萬6667日圓乘以6剛好變成1京（約莫超過17兆美元、529兆新臺幣）。細目如下。
中川集團相關
- 圭一本人與中川集團：3852億5415萬9998日圓（台灣漫畫版第95集的統計，通常以圭一借給兩津的借款總金額為主）
- 一線眉物流公司爆炸案總虧損（商業間諜黑川縱火破壞）：超過1000億日圓

派出所同仁相關
- 寺井：10萬日圓（動畫第220集有提到與兩津聯合訂購電腦，不料為騙局，騙徒捲款潛逃）
- 左近寺與波爾波：1億5100萬日圓（動畫第128集中兩津投資漫畫失利，買下全部每本250元的漫畫30萬本總計7500萬+30萬張50元明信片1500萬+打工費500萬+多賠的5600萬）

其他
- 龜有商店街：約400萬日圓
- 美國政府聯邦稅：16億5000萬日圓（動畫第4集；兩津簽賭美國樂透彩券中獎獨得55億日圓，沒有向美國政府繳納佔獎金金額30%的聯邦稅）
- 美國海軍：3600億（動畫特別篇；擊沉企業號航空母艦的賠款）
- 富士電視台與黃金胸像：2000億日圓+8024萬3730日圓+1億5021萬2340日圓=2002億3045萬6070日圓（動畫特別篇；一次是在營救中川龍一郎時毀損，另一次則是在圍捕象牙馬戲團竊盜集團聯合行動時全毀，此時是富士電視台大樓第三次遭殃，另外黃金胸像（1億5021萬2340日圓）被摧毀，其主人金滿太郎與富士電視台聯合請款）
- 葛飾區警署年終獎金預算：1億日圓整（動畫第223集拿走，最終全部花完，並且最後的獎金在直升機與尾崎搶奪時不翼而飛）
- 突發意外（動畫第212集）：9999萬9800日圓（後來贏得獎金一億圓而清償此筆債務）
- 東京晴空塔：由於兩津勘吉要處理歹徒的炸彈，結果在丟出去的時候被背帶纏住而失敗，導致在此塔爆炸，故金額為100億日圓（40周年動畫特別篇）

## 暱稱
| 稱呼                     | 角色 |
| ------------------------ | --- |
| 兩津                     | 大原所長（平時）、屯田署長等上級、特殊刑事課同仁們、左近寺、波爾波、爆龍上校等                                                                       |
| 兩津先生                 | 磯鷲早矢、雛野、羽生土地郎 |
| 兩兄                     | 漫畫裡的大多數人 |
| 越前屋                   | 磯鷲劍之介、磯鷲穗之華 |
| 勘吉                     | 勘兵衛、銀次、阿米、擬寶珠家所有成員（動畫版）、豚平、珍吉等小學同學及小學時代的老師                                                                 |
| 前輩／學長               | 中川、本田（平時）、法條（漫畫版）、板池 、惠比壽等後輩                                                                                              |
| 全名                     | 小町、奈緒子、真田遙（動畫版）、白鳥麗次（漫畫版）、早乙女等女警                                                                                     |
| 阿兩                     | 基本上這個稱呼方式多是從麗子和寺井開始叫葛飾署員的同僚、地方居民和同僚的家人、微笑寮居民等、警察寮居民等、還有其他大多是（一部分的警察署員）、朱蒂。 |
| 阿兩哥                   | 麻里愛 |
| 小兩                     | 馬克斯 |
| 神仙                     | 失敗太郎（開發004號） |
| 不良警官                 | 炎之介（開發005號） |
| 兩津老大                 | 本田（騎機車時） |
| 淺草一郎／一郎           | 夏春都、超神田壽司的員工 |
| 原始人／大猩猩           | 小町、奈緒子（動畫版）、繪崎教授、早乙女等女警（漫畫版）                                                                                             |
| 猩猩老弟                 | 繪崎教授 |
| Mr.兩津                  | 中川龍一郎、茱蒂（動畫版）、爆龍上校（偶爾） |
| 阿良                     | 加納一家 |
| 超級貧窮人               | 白鳥麗次（動畫版） |
| 兩津警官                 | 星野莉莎（電影版） |
| 小勘                     | 美春 |
| 阿勘                     | 村瀨賢治 |
| 大笨蛋／臭小子／混帳東西 | 大原所長（生氣時） |

## 感情
對兩津有表示喜歡或好感的女性角色
- 秋本麗子（派出所同事。於動畫中多次對阿兩表現出喜歡的意象，漫畫則是比較不明確，在聽到兩兄要結婚和早矢與麻里愛爭奪兩兄時都沒什麼表示。但是在某次誤會兩兄當上父親時，表現得非常動搖。作者表示她的內心依舊成謎，與阿兩處於朋友以上戀人未滿的狀態。後在日版漫畫第168集封面，兩津家成員列表上標註「兩津未來妻子？」，相當耐人尋味。）
- 擬寶珠纏（署內同事和遠房表妹。初期不喜歡阿兩，後期慢慢改觀，與麗子一樣懂得阿兩的好，曾差點結婚，但最終又因阿兩貪圖金錢及祖母夏春都的關係而告吹。現在還是互有好感。）
- 擬寶珠檸檬（遠房表妹，喜歡兩津，動畫中還曾對小纏說：「如果妳不要勘吉的話，我倒是很願意嫁給他當老婆。」）
- 麻里愛（署內交通課同仁。超級喜歡阿兩哥，已到死心塌地的地步，但因為是跨性別者，因此兩津反而不喜歡。漫畫版變成真正女性後依然喜歡阿兩，但阿兩心理層面始還是不太能接受。）
- 磯鷲早矢（只在漫畫版登場的角色，署內同事。起初因兩津聲音酷似父親而愛慕兩津，但之後真心喜歡上兩津，甚至與麻里愛互比劍道及箭術爭奪兩津。）
- 飛鷹右京（只在漫畫版登場的角色，左京的雙胞胎妹妹，個性開朗溫柔，對兩津有好感，曾主動將電話留給兩津，邀他放假時到千葉的老家玩。）
- 小野小町（只在動畫版登場，署內同事。平時是最討厭兩津的人之一，但少數幾集曾短暫出現好感，且差點結婚。與兩津處於不打不相識的狀態。）
- 花山小梅（神，有好感）
- 橋琴音（初戀情人，現在還是互有好感。）
- 吉永真琴（只在動畫中登場，兩津的相親對象，喜歡，但是兩津得知她本來想去法國留學成為服裝設計師，但被父母反對才會做出結婚決定，兩津反對中途放棄自己夢想而遷就父母的立場而提出分手，後來她在兩津的鼓勵下成功說服其父母同意後前往巴黎留學）
- 小綾（動畫人物，失去記憶時相遇，喜歡）
- 芬妮（埃及公主，漫畫版中未說明國籍但似乎是埃及。有好感。於日版漫畫95-3、動畫100話登場）
- 有亞（只在漫畫版登場的角色，阿兩兒時玩伴，因阿兩外表像她失蹤的哥哥而親近阿兩，常一起出遊，對阿兩有好感。目前為居酒屋女主人，當阿兩碰巧拜訪其居酒屋時展現出正義感讓她激動落淚，並主動與阿兩相認）
- 星野莉莎（第一部動畫電影版中的人物，為FBI的炸彈拆除專家，在與兩津一起經歷定時炸彈危機後對其產生好感，對兩津的稱呼也由［兩津警官］改為［阿兩］，並在電影版末段由她與阿兩的互動不難看出兩人互有好感）

## 飾演者
- 日本配音為拉沙爾石井，除第53集的童年時期為田中真弓飾演以外，其餘童年時期集數皆是由拉沙爾石井飾演。
- 台灣配音為林協忠，與原版相同除第53集的童年時期為郭馨雅，其餘童年時期集數皆是由林協忠飾演。此外台灣配音方面，林協忠為該作品的領班，會將台詞修改亦常融入台灣文化的特色，此外由於林協忠擅長使用流利台語，會將兩津的台詞時不時就會在國語中帶入台語，也將兩津的性格彰顯得活靈活現，因此廣受中文地區的好評，是少數外語配音版讚譽高於原音配音的例子。
- 香港配音為葉偉麟。

## 外部鏈結
- キャイ～ン天野と「こち亀」両津勘吉が「夢の家電対談」（页面存档备份，存于）
- [票選] 東京人氣最旺的銅像大公開！兩津勘吉奪第一（页面存档备份，存于）
- ナメック星に両津勘吉？『ジェイスターズ ビクトリーバーサス』PV第1弾公開 ― スピーディーなバトルをチェック（页面存档备份，存于）
- S.H. Figuarts 烏龍派出所 兩津勘吉 （页面存档备份，存于）
- 遊日本／龜有公園前派出所　尋找兩津勘吉（页面存档备份，存于）
- Whoscake／兩津勘吉卡通造型蛋糕，烏龍派出所客製化生日蛋糕作品（页面存档备份，存于）